# Julia Schramm

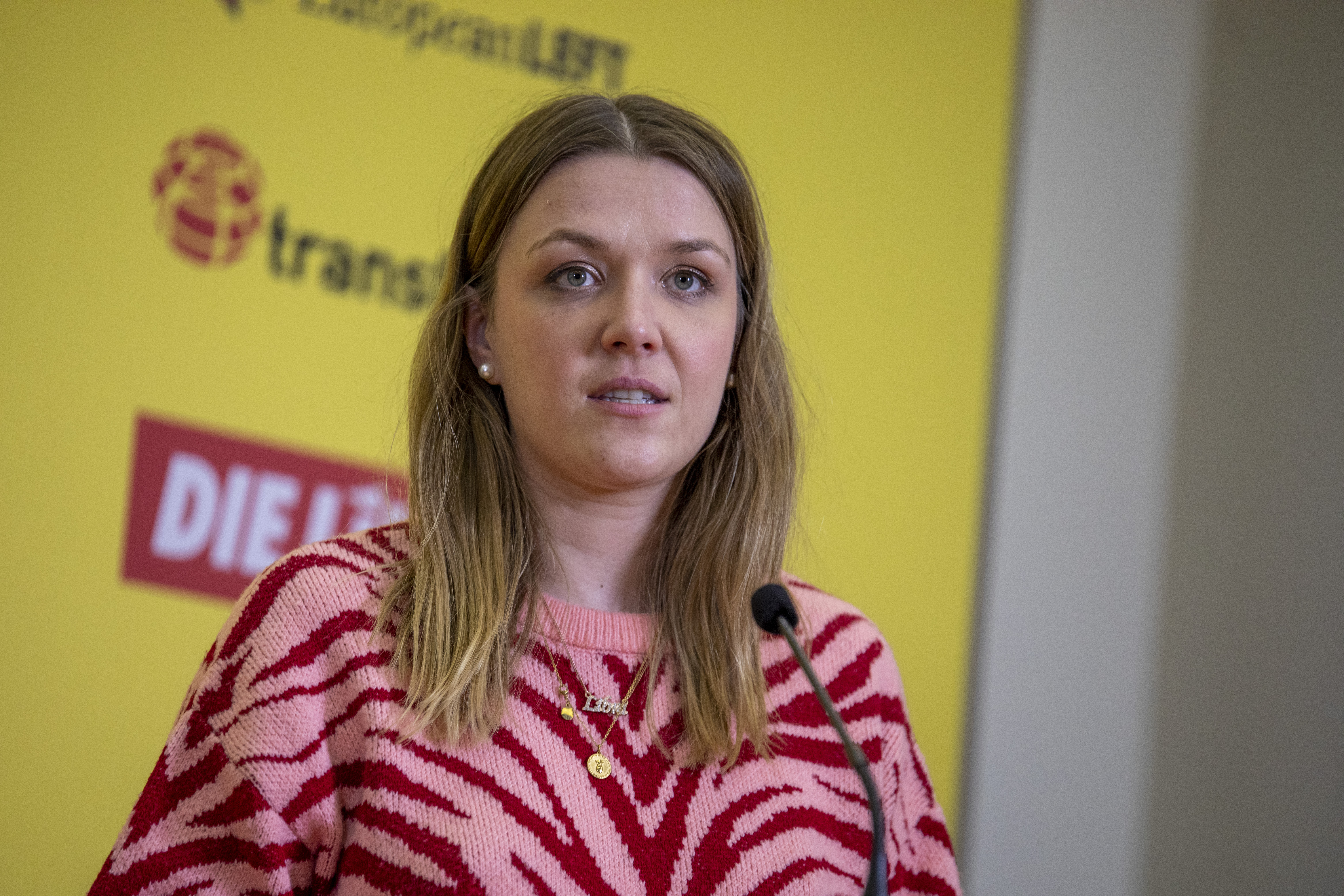
Julia Schramm (2022)

Julia Ulrike Schramm (* 30. September 1985 in Frankfurt am Main) ist eine deutsche Autorin und Politikerin. Von April bis Oktober 2012 war sie Beisitzerin im Bundesvorstand der Piratenpartei Deutschland. Zusammen mit 35 weiteren ehemaligen Piratenpartei-Mitgliedern wechselte sie Anfang 2016 zur Partei Die Linke. Im Dezember 2016 wurde sie in deren Berliner Landesvorstand gewählt. Von Februar 2021 bis Juni 2022 war Schramm im Parteivorstand der Linken. 

## Leben

### Privates
Julia Schramm wuchs in Hennef auf. Sie studierte zwischen 2005 und 2010 an der Rheinischen Friedrich-Wilhelms-Universität Bonn Politische Wissenschaft, Amerikanistik und Staatsrecht und schloss ihr Studium mit dem akademischen Grad einer Magistra Artium ab. Während ihrer Studienzeit arbeitete sie als studentische Hilfskraft im Haus der Geschichte und für die Universität Bonn. Nach ihrem Abschluss 2010 war sie wissenschaftliche Hilfskraft am Institut „Recht als Kultur“ der Universität Bonn. Seit 2011 lebt sie in Berlin. Von 2014 bis Anfang 2017 arbeitete Schramm für die Amadeu Antonio Stiftung als Referentin und Redakteurin, um anschließend bis 2024 als Referentin des Fraktionsvorstands der Bundestagsfraktion Die Linke zu arbeiten. Zum Januar 2025 gab Schramm den Wechsel zum Deutschen Tourismusverband bekannt.
Von Juli 2012 bis Januar 2017 war Schramm mit Fabio Reinhardt verheiratet. Seit dem 13. Dezember 2024 ist sie mit Sebastian Koch, dem Bundesschatzmeister der Linken, verheiratet.

### Politik

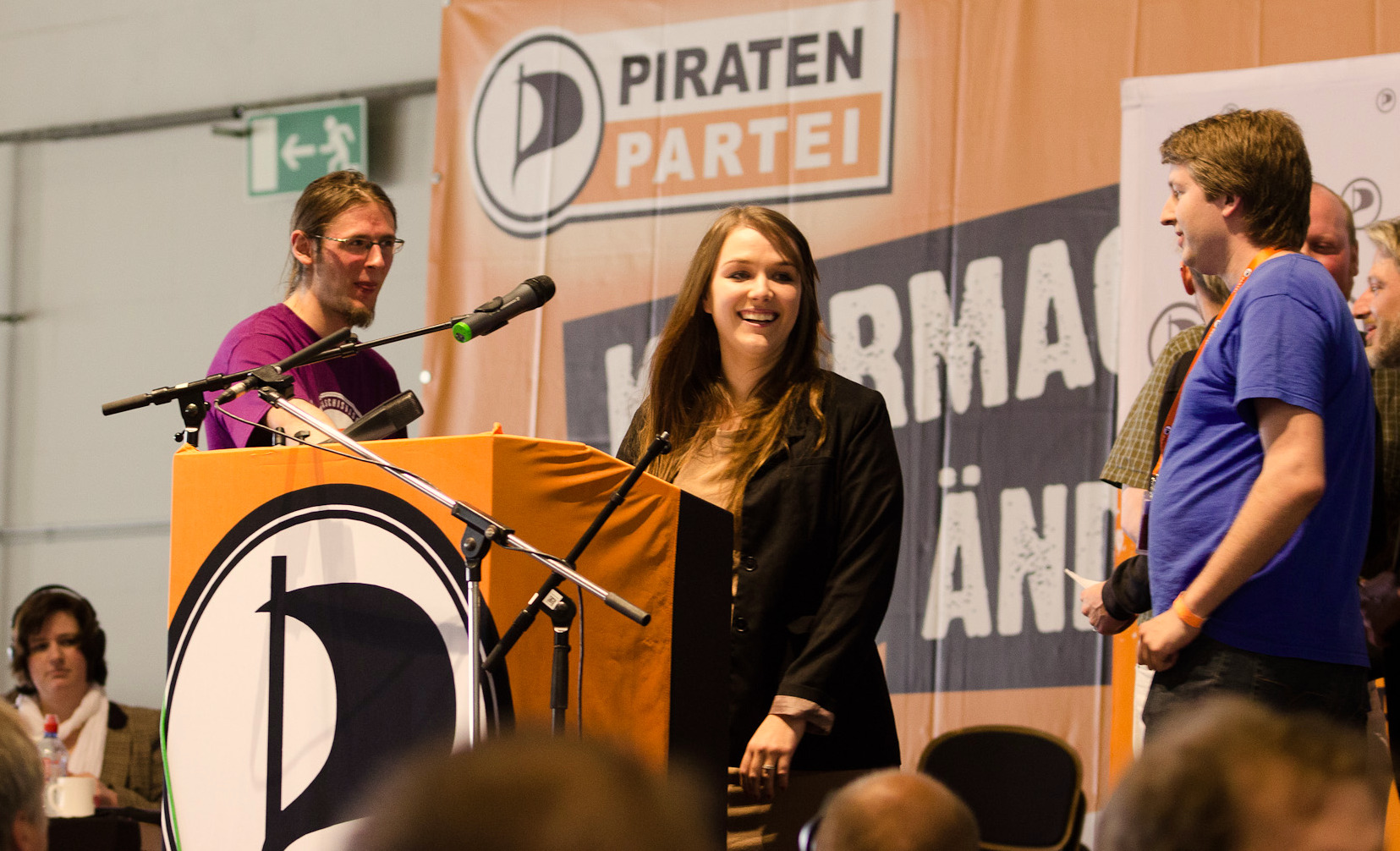
Julia Schramm spricht auf dem Bundesparteitag der Piraten in Neumünster (2012)

2005 wurde Schramm Mitglied der Jungen Liberalen. Im Jahr 2009 absolvierte sie im Büro von Gerhard Papke – dem damaligen Landtagsfraktionsvorsitzenden der FDP Nordrhein-Westfalen – ein Praktikum. Da sie laut eigener Aussage in ihren Erwartungen enttäuscht worden war, trat sie 2009 der Piratenpartei bei. Zwischen 2009 und 2011 war sie für die Piratenpartei in Bonn aktiv und trat bei der Landtagswahl in Nordrhein-Westfalen 2010 im Landtagswahlkreis Bonn II als Direktkandidatin an, wobei sie 2,1 % der Stimmen erhielt. 2011 wechselte sie zum Landesverband in Berlin. Im Jahr 2012 bewarb sich Schramm für den Bundesvorstand der Piratenpartei Deutschland und wurde als Beisitzerin gewählt. Sie galt in ihrer Partei als umstritten.
Am 26. Oktober 2012 gab Schramm den Rücktritt von ihrem Amt bekannt. Im März 2014 trat sie aus der Partei aus.
Im Januar 2016 unterzeichnete Schramm gemeinsam mit 35 weiteren ehemaligen Mitgliedern der Piratenpartei die Erklärung Aufbruch in Fahrtrichtung links, mit der sie ankündigte, ihr politisches Engagement künftig im Rahmen der Berliner Linkspartei fortzusetzen. Seit Dezember 2016 ist sie Mitglied im Landesvorstand der Linken Berlin und wurde am 1. April 2017 auf dem Landesparteitag auf den Landeslistenplatz 13 zur Bundestagswahl 2017 gewählt, konnte aber nicht in den Bundestag einziehen.
Seit dem 15. Dezember 2017 war Schramm als Nachfolgerin von Dominic Heilig Vorstandsreferentin für den Vorsitzenden Dietmar Bartsch der Linksfraktion im 19. Deutschen Bundestag. Im Februar 2021 wurde sie in den Parteivorstand der Linken gewählt. Am 6. März 2021 wurde sie als Direktkandidatin für den Bundestagswahlkreis Leipzig-Land aufgestellt, den sie in der Bundestagswahl nicht gewinnen konnte. Bei der Neuwahl des Parteivorstandes im Juni 2022 trat Schramm nicht noch einmal an.

### Autorin
Im September 2012 erschien im Knaus Verlag Schramms erstes Buch mit dem Titel Klick mich. Bekenntnisse einer Internet-Exhibitionistin. Das Buch wurde von den Rezensenten unterschiedlich aufgenommen. Der Inhalt und auch der Umstand, dass die Verbreitung von kostenlosen Online-Versionen des Buches vom Verlag unterbunden wurde, führten zu harscher Kritik an Schramm in Medien und sozialen Netzwerken, auch von zahlreichen Parteikollegen der Piratenpartei. Ebenfalls thematisiert wurde der laut FAZ mindestens 100.000 Euro betragende Vorschuss, den Schramm der Zeitung zufolge für Klick mich erhalten hatte.
Im März 2016 erschien mit Fifty Shades of Merkel ihr zweites Buch. Dieses funktioniere laut Meredith Haafs Rezension in der Süddeutschen Zeitung „ähnlich wie eine Klickstrecke: Kapitel für Kapitel blickt die Autorin auf unterschiedliche Facetten der Persönlichkeit Angela Merkels“. Schramm habe Merkel zu ihren Thesen nicht befragt, und das Buch ähnele „all jenen halb gescheiterten journalistischen Merkel-Porträts, von denen sie sich mit ihrer Methode ausdrücklich distanziert, am Ende doch mehr, als ihr recht sein dürfte“. Das Buch schwächele dann, wenn Schramm Gründe für das „Phänomen Merkel“ suche. Aber auch wenn es am Ende nicht unbedingt dabei helfe, die Frau selbst zu verstehen, gebe es Aufschluss darüber, wie Merkel „so mächtig und angesehen werden konnte, wie sie inzwischen ist“. Ansonsten sei  es „das Werk einer gereiften Autorin.“
2018 erschien das Buch Es muss Liebe sein im Herzstückverlag, eine Sammlung verschiedenster Zuschriften, in erster Linie Beleidigungen und Drohungen. Das Buch stellt den künstlerischen Versuch dar, sich mit Hass im Netz auseinanderzusetzen.
Zwischen 2013 und 2015 moderierte Schramm gemeinsam mit Malte Kirchner den Podcast wasgehtApp. Von 2013 bis 2014 betrieb sie mit Johannes Finke, Yvonne Geef und Elina Lukijanova das Lyrikprojekt ChelseaLyrik sowie 2015 einen Blog über Angela Merkel. Seit 2011 schreibt Schramm für unterschiedliche Medien u. a. für die Wochenzeitung Jungle World, wo sie bis 2017 die Kolumne Die dunkle Raute der Macht bzw. bis 2018 Sekt und Sozialismus schrieb.

## Politische Positionen und öffentliche Äußerungen

### Post-Privacy und Datenschutz
Schramm wurde über kontrovers wahrgenommene Aussagen zum Thema Datenschutz öffentlich bekannt. Sie war Mitgründerin der Interessengruppe Datenschutzkritische Spackeria, die sich für Post-Privacy einsetzte. Durch ein Interview mit Spiegel Online, in dem sie Aussagen wie „Privatsphäre ist sowas von Eighties“ und „Keine Macht den Datenschützern“ vertrat, löste sie eine öffentliche Diskussion zum Thema Datenschutz aus. In der Folge dieses Interviews nahm sie u. a. an einem Streitgespräch mit der Sprecherin des Chaos Computer Clubs, Constanze Kurz, und einer Podiumsdiskussion des Bundesbeauftragten für den Datenschutz und die Informationsfreiheit Peter Schaar teil.
2012 erklärte Schramm, sie habe sich nach einem längeren Prozess, dessen Endpunkt ein Gespräch mit dem ehemaligen Bundesinnenminister Gerhart Baum (FDP) gewesen sei, von der Post-Privacy-Bewegung abgewandt. In einem Interview mit dem Freitag sagte sie, dass die Idee einer Gesellschaft, in der es keine Privatheit mehr gibt, „sehr naiv“ sei. Die Umstände ihrer Abwendung von der in der Piratenpartei mehrheitlich kritisierten Post-Privacy-Bewegung wurden ebenfalls kontrovers diskutiert und medial rezipiert.

### „Bombergate“
Nachdem Gerüchte aufgetreten waren, die Piratenpolitikerin Anne Helm habe sich im Februar 2014 die Aufschrift „Thanks Bomber Harris“ auf ihren Oberkörper gemalt und sich zusammen mit einer Femen-Aktivistin in Dresden fotografieren lassen, kam es unter dem Hashtag #Bombergate in sozialen Medien zu einer teilweise leidenschaftlich ausgetragenen Kontroverse. Julia Schramm kommentierte die Aktion mit dem Tweet „Sauerkraut, Kartoffelbrei – Bomber Harris, Feuer frei“, wobei Sebastian Heiser in der taz das Wort „Kartoffelbrei“ auf die in Dresden zu Brei gebombten Deutschen („Kartoffeln“) bezog. Schramm gab später (2017) an, dies sei „einfach ein Gag“ gewesen.

### Urheberrecht
Selbst als Autorin tätig, spricht Schramm sich gegen Sanktionen auf Grund von Urheberrechtsverletzungen aus. Sie lehnt Abmahnungen nach illegalen Downloads ab und befürwortet Verwarnungen in Form einer „gelben Karte“. Als ihr Verlag, der mitteilte, nach diesem Verfahren vorzugehen und erst Wiederholungstäter zivilrechtlich zu verfolgen, unter Verweis auf den Digital Millennium Copyright Act eine unautorisierte PDF-Kopie ihres Buches Klick mich, ohne weitere rechtliche Schritte einzuleiten, von einer Internetseite entfernen ließ, löste dies eine auch innerparteiliche und medial viel rezipierte Kontroverse um eine angebliche Verlogenheit Schramms beim Thema Urheberrecht aus. Beispielsweise forderte der Vorstand des Landesverbandes der Piraten in Niedersachsen Schramm zum Rücktritt aus dem Bundesvorstand auf, da die Kontroverse um die kommerzielle Vermarktung ihres Buches den Piraten in Bezug auf das Kernthema Urheberrecht schade.
In einer Reportage der Frankfurter Allgemeinen Zeitung warf die Journalistin Melanie Mühl Schramm zudem einen „Künstlerhass“ vor, den es bisher „nur in den schlimmsten Spießerzeiten der CDU in den fünfziger Jahren“ gegeben habe. Schramm halte den Begriff „geistiges Eigentum“ für „ekelhaft“. Mühl kritisierte, dass Schramm sich gegen das Urheberrecht einsetze, gleichzeitig aber ein biographisches Buch über einen Verlag des Branchenriesen Bertelsmann vermarkten lasse, dabei gut verdiene und somit „Teil der Verwertungsmaschinerie“ sei. Schramm wies in einer Gegendarstellung unter anderem den Vorwurf des Künstlerhasses von sich und erklärte, der Artikel sei tendenziös und verdrehe ihre Aussagen. Die Urheberrechtsexperten der Piratenpartei, Andreas Popp und Bruno Kramm, plädierten für eine differenzierte Kritik an Schramm. Ihr „Gelbe-Karten“-Modell erinnere an ein Zwei-Stufen-Warnmodell und sei damit weit von den Forderungen der Piraten entfernt. Schramm kenne sich auf dem Gebiet zu wenig aus und gehe das Thema „zu blauäugig“ an. Stefan Niggemeier verteidigte Schramm gegen den Vorwurf, sie halte das Urheberrecht für „ekelhaft“. Sie habe sich nicht gegen das Urheberrecht ausgesprochen, sondern lehne den Begriff des „geistigen Eigentums“ ab.

### Feminismus
Julia Schramm ist Feministin und war an der Gründung und Organisation des pirateninternen Frauenforums „Kegelklub“ beteiligt. Sie sei erst relativ spät zum Feminismus gekommen und setze sich für Frauenrechte im Netz ein. In erster Linie sei dies den sexistischen Angriffen auf ihre Person geschuldet.

## Publikationen
- Klick mich. Bekenntnisse einer Internet-Exhibitionistin. Knaus Verlag, München 2012, ISBN 978-3-8135-0494-1.
- Fifty Shades of Merkel. Hoffmann und Campe, München 2016, ISBN 978-3-455-50410-1.
- Es muss Liebe sein. Digitale Kommunikation – Ein Fragment.Hrsg. von Julia Schramm & Johannes Finke, Herzstückverlag, Berlin 2018.